# Любовка (река)
Любовка — река в России, протекает по Тульской области. У нижней части образует Любовское водохранилище — пруд-охладитель для Новомосковской ГРЭС, из него вода через плотину попадает в Шатское водохранилище. Длина реки — 13 км, площадь водосборного бассейна — 67,2 км². Купание в реке запрещено.

## Данные водного реестра
По данным государственного водного реестра России относится к Окскому бассейновому округу, водохозяйственный участок реки — Упа от истока и до устья, речной подбассейн реки — Бассейны притоков Оки до впадения Мокши. Речной бассейн реки — Ока.
Код объекта в государственном водном реестре — 09010100312110000019106.